# 格林威 (澳大利亞國會選區)
格林威選區（英語：Division of Greenway），是澳大利亞新南威爾士州的下議院選區，位於該州首府悉尼西北郊區。面積84平方公里。
選區始於1984年，名字是紀念建築師法蘭西斯·格林威。工黨在本區初期的優勢正逐漸流失。自2010年起當區議員是工黨的米歇爾·羅蘭。